# Trevone Boykin
(en) Statistiques sur pro-football-reference
Trevone Boykin, né le 22 août 1993 à Mesquite au Texas, est un joueur américain de football américain évoluant au poste de quarterback.
Non drafté à la Draft 2016, il signe chez les Seahawks de Seattle en National Football League (NFL) dans le but d'être le quarterback remplaçant de Russell Wilson.